# Norge
Norge (N1) byla poloztužená vzducholoď, která dne 12. května 1926 uskutečnila přelet přes Severní pól. Stalo se tak při cestě z Evropy do severní Ameriky. Průkopnické výpravy se zúčastnila šestnáctičlenná mezinárodní posádka. Velitelem expedice byl norský polárník Roald Amundsen, technickou stránku letu zajišťovala italská posádka pod vedením leteckého konstruktéra plukovníka Umberta Nobileho. Letu se zúčastnil i jeden z hlavních sponzorů výpravy, Američan Lincoln Ellsworth. Sesterskou vzducholodí Norge byla Italia.

## Stavba

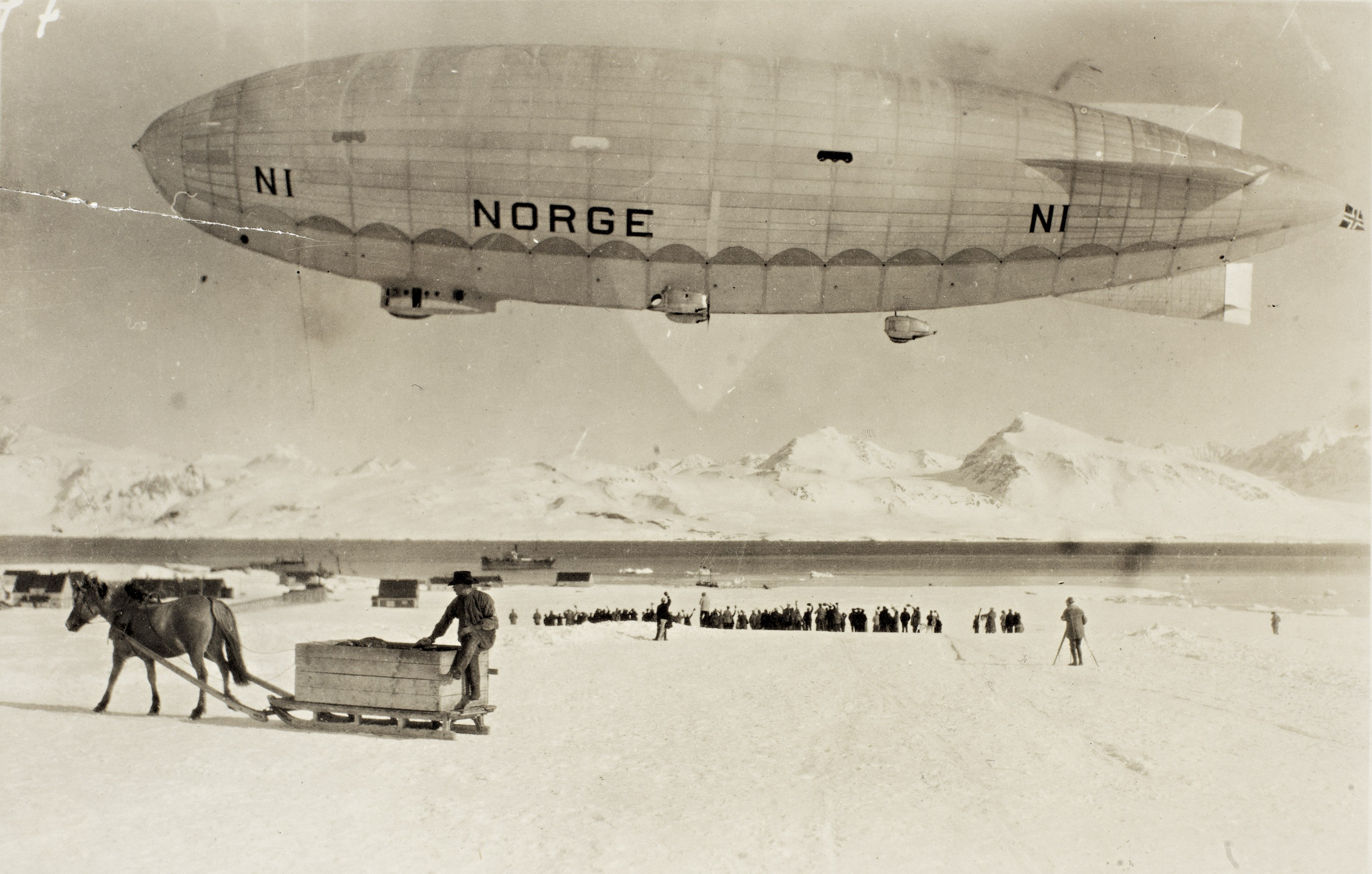
Norge

Vzducholoď N1 navrhl italský letec a konstruktér Umberto Nobile. Stavbu zajistila italská státní továrna na vzducholodě v Římě. Zájem o N1 projevil norský polárník Roalda Amundsena. Amundsen a Lincoln Ellsworth totiž chtěli zopakovat pokus o přelet severního pólu, neboť v roce 1925 neuspěli s hydroplánem Dornier Wal. Dle Amundsena sice N1 nebyla vhodná pro arktický let, ale souhlasil s jejími úpravami, což bylo rychlejší, než stavba zcela nové vzducholodě. Poté ji Amundsen koupil a přejmenoval na Norge.

## Přelet severního pólu

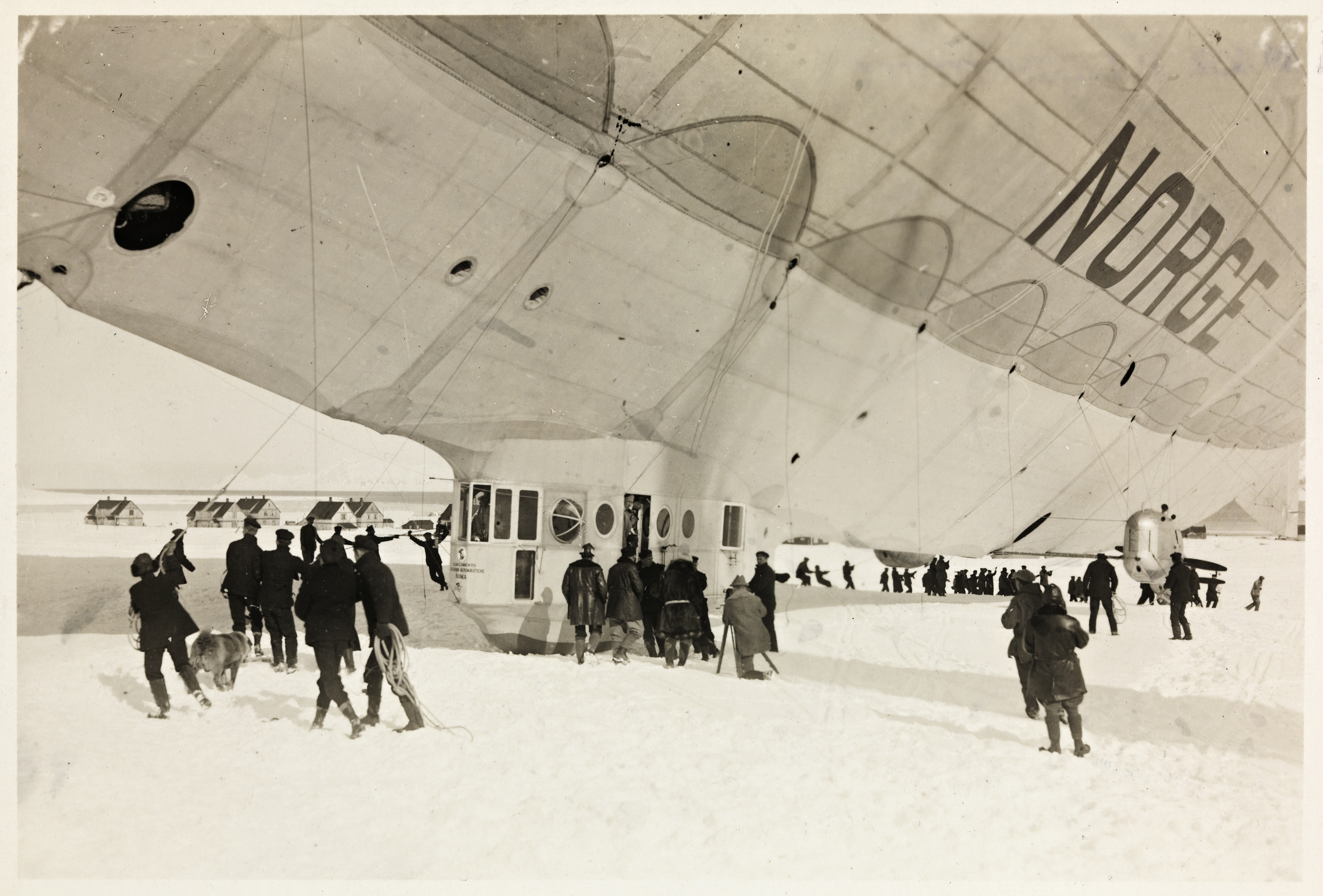
Nástup do kabiny vzducholodi na Špicberkách před přeletem pólu

Nobile se svou posádkou vyrazili vzducholodí z Říma 29. března 1926 a doletěli po etapách přes Pulham, Oslo, Leningrad a Vadsø do Ny-Ålesundu (King's Bay) na Špicberkách.
K přeletu severního pólu se na palubě vydala Norge vydala šestnáctičlenná posádka, včetně Amundsena, Ellswortha a Nobileho. Vzducholoď odstartovala Ny-Ålesundu 11. května 1926 v 9:55. Severního pólu dosáhla 12. května 1926 v 1:25 SEČ. Norge sestoupila do výšky 91 metrů, svrhla na pól norskou, italskou a americkou vlajku, a poté pokračovala směrem k Aljašce. Dne 14. května ve 3:30 ráno vzducholoď přistála u osady Teller na pobřeží Beringova moře na Aljašce. Kvůli nepříznivému počasí nepokračovala do svého původního cíle v Nome. Celkem uletěla 5460,5 km.
Americký polárník a letec Richard Evelyn Byrd nárokoval přelet severního pólu 9. května 1926 s letounem Fokker F.VII/3m „Josephine Ford“. Bird měl pólu dosáhnout tři dny před Norge, avšak jeho úspěchu se vedly spory, zatímco přelet Norge je jednoznačně průkazný.

## Výsledky výpravy

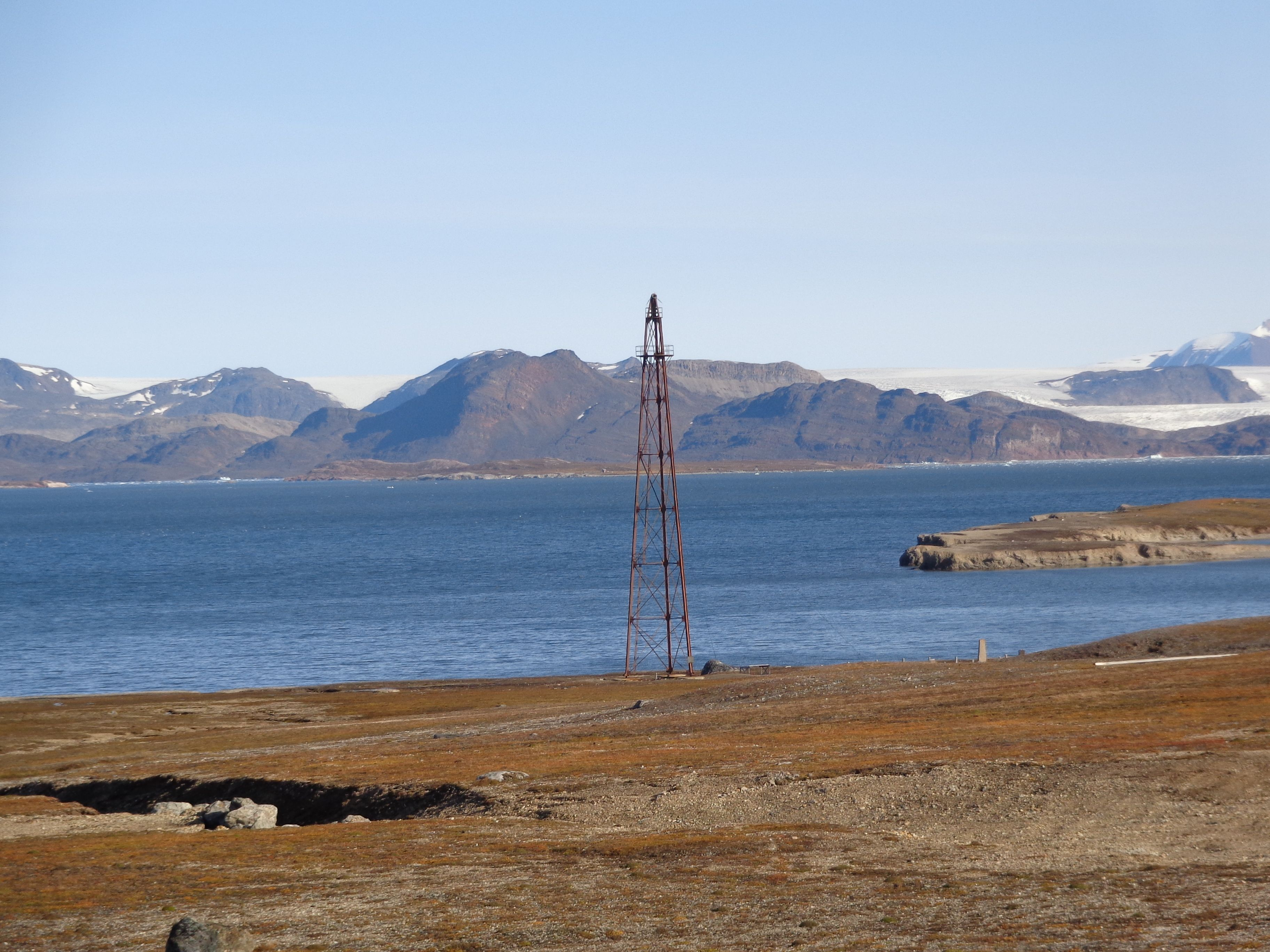
Dochovaný kotevní stožár na Špicberkách

Výprava především prokázala, že na severu není pevnina, ale jen moře. Do té doby nebyla existence jednoho či druhého prokázána. Byly také vyvráceny některé hypotézy o speciálních elektrických vlastnostech atmosféry v okolí pólu.
Posádka vzducholodi Norge byla první, kdo prokazatelně dosáhl severního pólu. Předchozí výpravy (Frederick Cook 1908, Robert Peary 1909 a Richard Byrd 1926 – letěl k pólu letadlem jen několik dnů před Norge) nemají dosažení pólu dostatečně prokázáno.
Zajímavostí je, že ve vzducholodi byl umístěn přístroj pro měření vodivosti vzduchu, dodaný českým fyzikem Františkem Běhounkem. Ten se zúčastnil pozemní části výpravy na Špicberkách. Těsně před odletem dokonce byly v jeho přístroji nahrazovány ocelové součástky duralovými kvůli úspoře hmotnosti. Za letu je pak obsluhoval švédský fyzik a meteorolog Finn Malmgren. Výsledky společných měření vyšly knižně v Paříži jako jediný vědecký výsledek expedice. O rok později dostal proto Běhounek pozvání k osobní účasti na další výpravě ve vzducholodi Italia, která se uskutečnila na jaře roku 1928.
Ve Vadsø a Ny-Ålesundu jsou jako technická památka dochovány kotevní stožáry, jichž Norge při své cestě použila.

## Specifikace

### Technické údaje
Citováno dle
- Nosnost: 10 850 kg nákladu
- Délka: 106 m
- Výška: 26 m
- Maximální průměr tělesa: 19,5 m
- Objem: 19 000 m³ vodíku
- Obal: čtyřvrstvá bavlněná tkanina, z vnitřní strany pogumovaná, zvnějšku opatřená hliníkovým nátěrem
- Pohonná jednotka: 3× vodou chlazený zážehový šestiválec Maybach Mb.IVa v samostatných gondolách
- Výkon pohonné jednotky: 245 hp

### Výkony
- Maximální rychlost: 100 km/h